# اچ‌ام‌اس آر۷
اچ‌ام‌اس آر۷ (به انگلیسی: HMS R7) یک زیردریایی بود که طول آن ۱۶۳ فوت (۵۰ متر) بود. این زیردریایی در سال ۱۹۱۸ ساخته شد.